# Alfred Skene (Politiker, 1849)

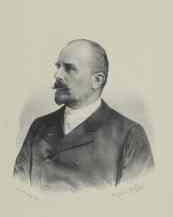
Alfred Skene

Alfred Skene, auch Alfred Freiherr von Skene (* 24. August 1849 in Alexowitz, Mähren; † 17. Januar 1917 in Wien) war Industrieller und Abgeordneter zum Österreichischen Abgeordnetenhaus und des Herrenhauses.

## Leben
Alfred Skene war Sohn des Großindustriellen Alfred Skene († 1887). Er besuchte bis 1867 das Piaristengymnasium in Wien und studierte danach Rechtswissenschaft an den Universitäten Wien (1867–1868) und Zürich (1868) und von 1868 bis 1870 Chemie an der Universität Berlin. Im Jahr 1869 trat er in die im Besitz des Vaters befindlichen Prerauer Zuckerfabriken der Gebrüder Skene in Prerau ein, dessen Leitung er 1872 übernahm und deren Besitzer er ab 1887 nach dem Tod seines Vaters gewesen ist. Ab 1878 war er auch Besitzer des Guts Pawlowitz bei Prerau in Mähren.
Von 1883 bis 1899 und von 1904 bis 1910 war er im Mährischen Landtag. 1898 wurde er Vizepräsident und von 1900 bis 1909 Präsident des mährischen Landeskulturrats. Von 1874 bis 1889 war er auch in der Gemeindevertretung von Prerau. Er war Kommandeur des österreichischen Leopolds-Ordens und Ritter des Ordens der Eisernen Krone 3. Klasse.
Er starb am 17. Januar 1917 im Alter von 67 Jahren an einer Lungenentzündung (laut Sterbebuch; laut Zeitungsmeldung starb er an einem Herzschlag).
Er war römisch-katholisch und ab 1873 verheiratet mit seiner Cousine Marie Skene, mit der er zwei Töchter und einen Sohn hatte. Sein Sohn war der Zuckerindustrielle und Großgrundbesitzer Alfred Freiherr von Skene (1874–1946). Sein Schwager war Bohuslav Freiherr von Widmann.

## Politische Funktionen
Alfred Skene war vom 22. Februar 1900 bis zum 30. Januar 1907 Abgeordneter des Abgeordnetenhauses im Reichsrat (IX. und X. Legislaturperiode) und war dort für die Kurie Mähren, Großgrundbesitz zuständig. Er war der Nachfolger des zurückgetretenen Sigismund Berchtold.
Am 14. Juni 1907 wurde er auf Lebenszeit Mitglied des Herrenhauses und gehörte dort der Mittelpartei an.

## Klubmitgliedschaften
Alfred Skene war fraktionslos.